# Antoine Wiertz
Antoine Wiertz (Dinant, 1806 – Bruxelles, 1865) è stato un pittore e scultore belga.
Fu un grande pittore e imitatore dell'arte di Michelangelo Buonarroti, Pietro Paolo Rubens e Raffaello Sanzio, ma anche un pregiato e ricercato ritrattista. Diede il meglio di sé in grossi quadri mitologici e allegorici, chiaramente influenzati dal Romanticismo, di cui Wiertz fu uno dei maggiori rappresentanti in pittura. Vincitore nel 1832 del Prix de Rome belga per la pittura, i suoi lavori sono custoditi nel Museo Wiertz di Bruxelles.

## Biografia

### Primi anni
Artista precoce, il giovane Antoine, all'età di appena dieci anni, passava il tempo libero scolpendo delle rane in legno nella bottega di suo padre, un sarto di Dinant. La sua attitudine per le arti plastiche fu plasmata presso Guillaume Herreyns e Mathieu-Ignace Van Bré all'accademia di pittura di Anversa, dove venne ammesso nel 1820 grazie a una borsa di studio del re Guglielmo I dei Paesi Bassi. Il ritorno delle opere di Pietro Paolo Rubens nella sua città natale colpì ulteriormente il giovane artista che rivendicava a gran voce l'estetica barocca fiamminga.

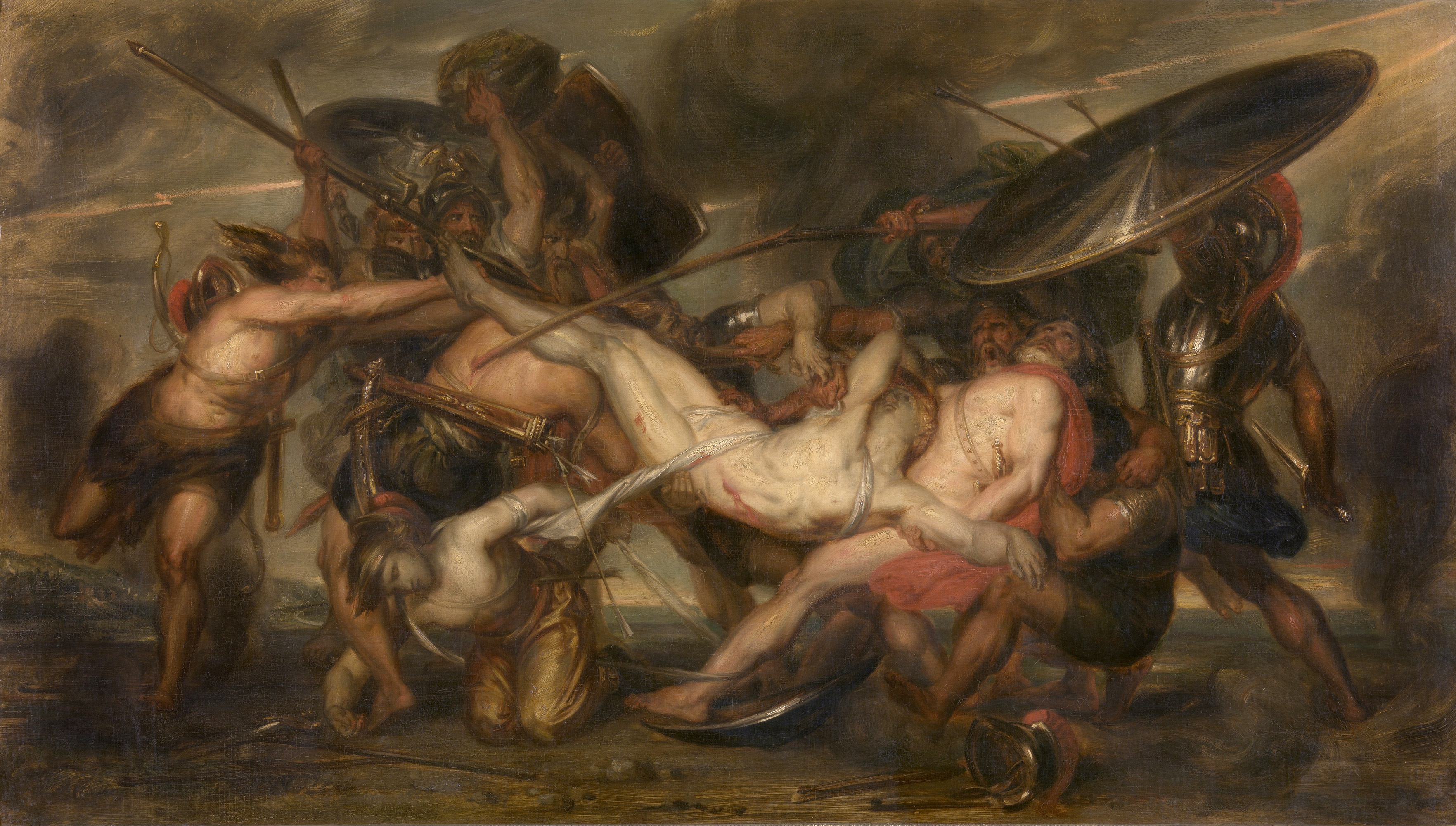
I Greci e i Troiani si contendono il corpo di Patroclo, 1844-1845

Come molti dei suoi contemporanei, il suo soggiorno in Italia (in seguito a un premio di Roma ottenuto nel 1832) gli riempì la testa di soggetti mitologici o antichi. Egli realizzò nell'Urbe una tela gigantesca, I Greci e i Troiani si contendono il corpo di Patroclo, che suscitò lo stupore dell'ormai anziano scultore danese Thorvaldsen, che, riferendosi al pittore belga, si dice abbia esclamato: "Quel giovane è un gigante". L'opera venne applaudita ad Anversa ma disdegnata dal Salone parigino del 1839, dove gli era stato permesso di presentare cinque altre tele. Wiertz avrà un rancore tenace nei confronti della Francia, lui che pretendeva di "dipingere dei quadri per la gloria e dei ritratti per la zuppa". Per prendersi gioco dei suoi detrattori, egli riuscì a far rifiutare una tela rubensiana mascherata con la sua firma dalla giuria del Salone di Parigi.
Nel 1842, allora stabilitosi a Liegi, al quai Sauvenière, disegnò con la pietra litografica una copia del suo dipinto realizzato a Roma, I Greci e i Troiani si contendono il corpo di Patroclo. Questa litografia venne stampata dallo stampatore brussellese Pierre Degobert.
Antoine Wiertz, a causa del carattere audace delle sue opere, venne rifiutato dal Salone di Anversa del 1843, e l'anno successivo espose al Salone di Gand la statuetta in gesso di una Bagnante che dedicò ironicamente alla commissione "innocente" di Anversa. Espose anche Un rideau d'alcôve entr'ouvert. Queste due opere erano visibili solo in un gabinetto segreto e venivano visitate solo dagli intenditori "robustamente costituiti [sic]".
Dopo la morte di sua madre, una modesta lavoratrice mosana, si stabilì definitivamente a Bruxelles, dapprima nel grande capannone di un'officina abbandonata della rue des Renards dove dipinse Il trionfo di Cristo, La bella Rosina, Il bimbo bruciato e La fuga in Egitto, che presto sarebbe stata posta nel coro della chiesa di San Giuseppe nel quartiere di Leopoldo. Le opere esposte ebbero abbastanza successo ma egli non riusciva a venderle, anche perché riteneva che le opere non avessero un prezzo e spesso si rifiutava di venderle con la scusa che non erano mai finite.

### Uno studio in cambio dei suoi quadri

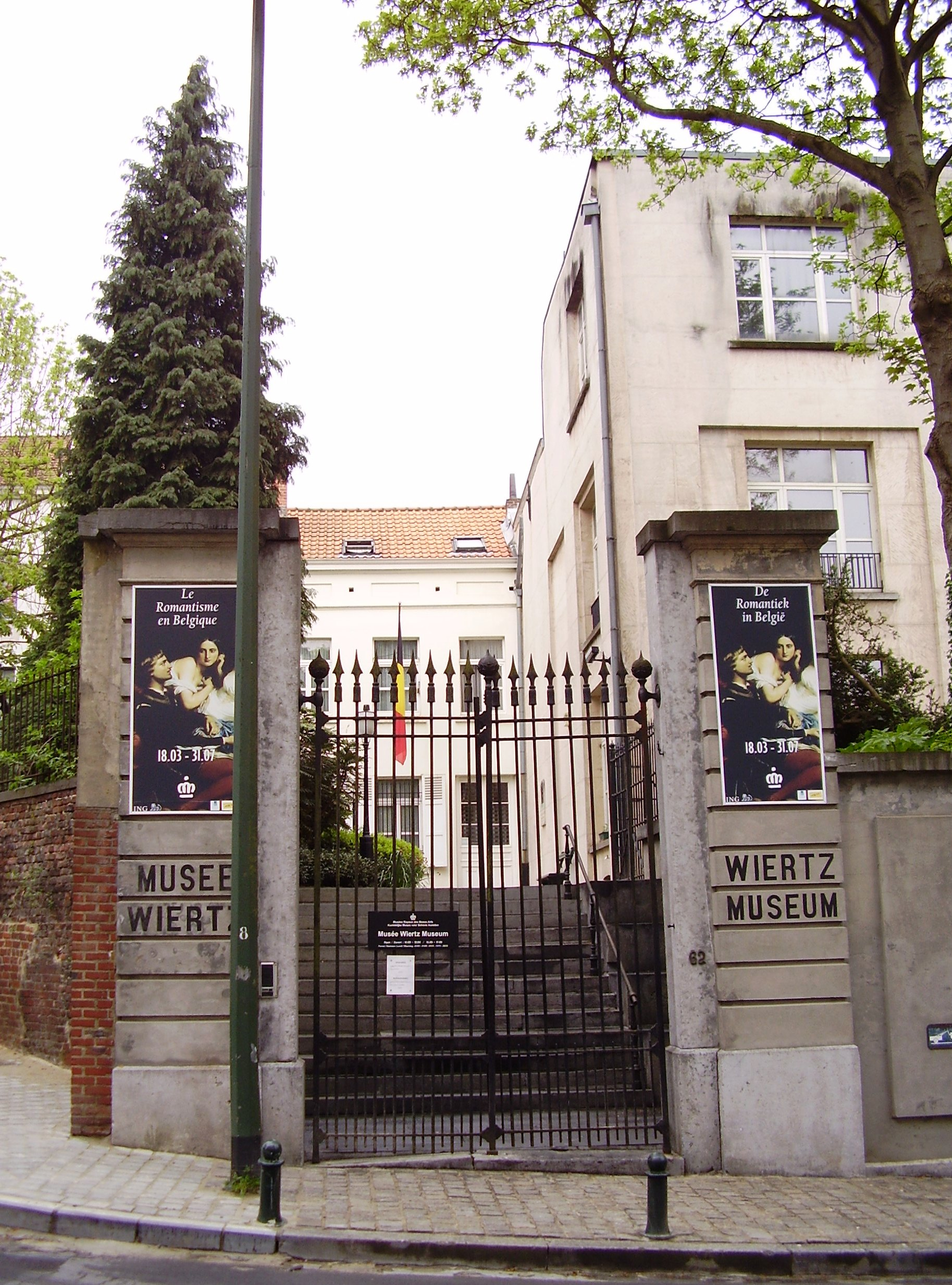
Lo studio del pittore trasformato in un museo.

Grazie anche alla sua reputazione, egli propose al ministro dell'interno, Charles Rogier, di lasciare le sue opere allo stato belga in cambio del finanziamento e della costruzione di uno studio, assai grande, comodo e luminoso per ospitare le sue opere spesso di dimensioni molto grandi. Alla sua morte, il museo sarebbe stato trasformato in un museo o in un rifugio artistico. Venne scelto un terreno su un terrapieno della ferrovia del Lussemburgo nel bel mezzo dei lavori. Isolato e poco costoso, era a pochi passi dal nuovo quartiere. Antoine volle edificarci un tempio umanitario "dedicato alla religione del futuro di cui la Bibbia doveva essere la fede nel Progresso". Prendendo come modello il tempio di Nettuno che lo aveva incantato a Paestum, ne elaborò i progetti.
Le facciate del suo cubo vasto – 35 x 15 x 15 metri – coperto da un tetto di vetro sono circondate da colonne greche e decorate con delle nicchie affrescate destinate a esaltare la sua opera. I ministri stanziarono per lui un bilancio man mano che l'edificio veniva innalzato e in cambio di quadri sempre più numerosi. La Lotta omerica, La caduta degli angeli, Il trionfo di Cristo e il Faro del Golgota (queste ultime due opere furono definite "michelangiolesche") divennero così di proprietà dello stato.

### Ultimi anni
Installato nel suo eremo, Wiertz poté finalmente prendere parte alle battaglie filosofiche del suo tempo. Egli difese la gente comune dalla guerra (lo testimoniano le sue tele intitolate Una scena dell'inferno, Carne da cannone, L'ultimo cannone, La Paix), militava per la democrazia e l'abolizione della pena di morte (Pensieri di una testa decapitata). Preoccupandosi per l'istruzione, sognava di appendere le sue tele pacifiste nelle stazioni, nei municipi o nei palazzi di giustizia. Per eliminare i riflessi dei quadri esposti in condizioni tali, lavorò con una vernice opaca, a base di trementina.
La piccola scultura Il trionfo della luce, uno studio per un monumento colossale che dominasse la rocca di Dinant, è così vicina alla statua della Libertà di Frédéric-Auguste Bartholdi, realizzata in seguito per il porto nuovaiorchese nel 1886, che alcuni affermano che ci sia stato un plagio da parte di quest'ultimo, anche se non è stato effettuato alcuno studio per provarlo.
Per guadagnarsi da vivere, Wiertz si accontentava di vendere dei ritratti realizzati su commissione. Come scriveva a uno dei suoi amici nel 1839: "Dipingere dei quadri per la gloria, dei ritratti in busto per la zuppa, questa sarà l'occupazione invariabile della mia vita". Tuttavia, non si sa con precisione quanti ritratti di famiglia abbia realizzato nel corso della sua carriera. Una cinquantina di ritratti sono stati individuati dall'istituto reale del Patrimonio artistico.
Antoine Wiertz morì a causa della suppurazione di un antrace nel 1865, all'età di 59 anni, nello stesso studio che si era fatto costruire.

## Opere

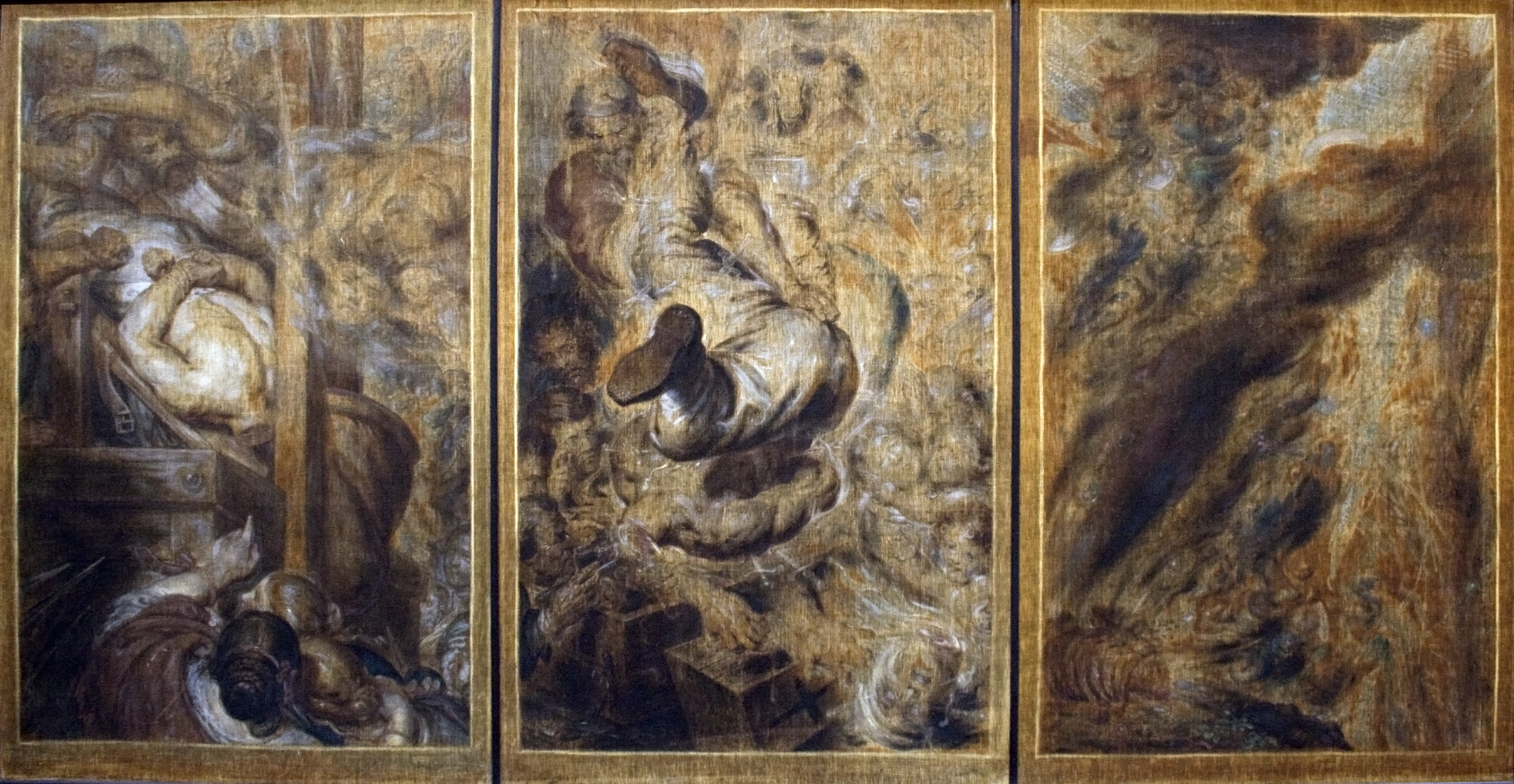
Pensieri di una testa decapitata, 1853

- Autoportrait à l'âge de 18 ans, 1824, olio su tela, 81,3 × 62,5 cm, museo Wiertz, Ixelles
- Esmeralda, 1839, olio su tela, museo Wiertz, Ixelles
- Quasimodo, 1839, olio su tela, museo Wiertz, Ixelles
- La rivolta dell'inferno contro il cielo (La révolte des enfers contre le Ciel), 1841, olio su tela, 1153 × 793 cm, museo Wiertz, Ixelles
- I Greci e i Troiani si contendono il corpo di Patroclo (Les Grecs et les Troyens se disputant le corps de Patrocle), 1844-45, olio su tela, 520 × 852 cm, museo Wiertz, Ixelles
- Due giovani o La bella Rosina (Deux jeunes filles, ou la belle Rosine), 1847, olio su tela, 140 × 100 cm, museo Wiertz, Ixelles
- Il trionfo di Cristo (Le triomphe du Christ), 1848, olio su tela, 625 × 1110 cm, museo Wiertz, Ixelles
- Fame, follia, crimine (Faim, folie et crime), 1853, 155 × 164 cm, museo Wiertz, Ixelles
- La lettrice di romanzi (La liseuse de romans), 1853, olio su tela, 125 × 157 cm
- Pensieri di una testa decapitata (Pensées et visions d'une tête coupée), 1853, olio su tela, museo Wiertz, Ixelles
- Il sepolto vivo (L'inhumation précipitée), 1854, olio su tela, 160 × 235 cm, museo Wiertz, Ixelles
- Il suicida (Le Suicide), 1854, olio su tela,
- La coquette habillée, 1856, olio su tela, museo Wiertz, Ixelles
- La coquette déshabillée o Lo specchio del diavolo (Le miroir du diable), 1856, olio su tela, museo Wiertz, Ixelles
- La giovane strega (Jeune Sorcière), 1857, olio su tela, 220 x 135 cm, museo Wiertz, Ixelles
- Il faro del Golgota (Le phare de Golgotha), 1859, olio su tela, museo Wiertz, Ixelles
- Maria Mertens, 1860, olio su tela, museo Wiertz, Ixelles
- Il bottone di rosa (Le bouton de rose), 1864, olio su tela, museo Wiertz, Ixelles
- Una scena dell'inferno (Une scène de l'enfer), 1864, olio su tela, museo Wiertz, Ixelles

### Senza datazione

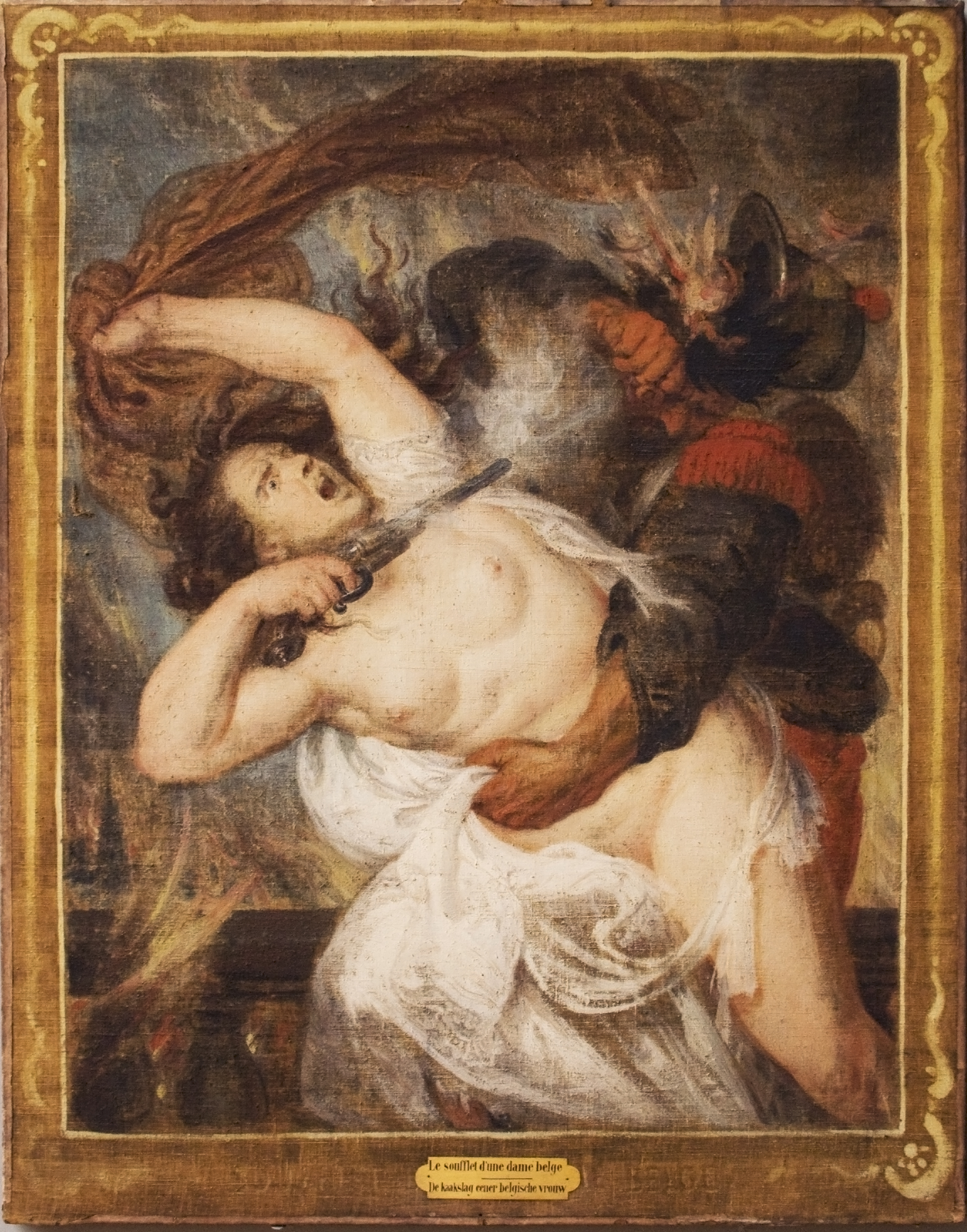
Lo schiaffo di una dama belga

- On se retrouve au Ciel, olio su tela, museo Wiertz, Ixelles
- Il bimbo bruciato (L'enfant brulé), olio su tela, museo Wiertz, Ixelles
- Un secondo dopo la morte (Une seconde après la mort), olio su tela, museo Wiertz, Ixelles
- Poveri orfani (Les orphelins), olio su tela, museo Wiertz, Ixelles
- L'ultimo cannone (Le dernier canon), olio su tela, museo Wiertz, Ixelles
- La leçon de chant, olio su tela, museo Wiertz, Ixelles
- Lo schiaffo di una dama belga (Le soufflet d'une dame belge), olio su tela, museo Wiertz, Ixelles
- Une jeune fille a sa toilette, olio su tela, museo Wiertz, Ixelles
- Jeunes filles, olio su tela, museo Wiertz, Ixelles
- La jeune sorcière, olio su tela, museo Wiertz, Ixelles
- Le lion de Waterloo, olio su tela, museo Wiertz, Ixelles
- La puissance humaine n'a pas de limite, olio su tela, museo Wiertz, Ixelles
- La civiltà nel secolo XIX (La civilisation au XIXe siècle), olio su tela, museo Wiertz, Ixelles
- Carne da cannone (La chair a canon), olio su tela, museo Wiertz, Ixelles
- Il custode (Le concierge), olio su tela, museo Wiertz, Ixelles
- L'educazione della Vergine (L'éducation de la Vierge), olio su tela, museo Wiertz, Ixelles
- La fucina di Vulcano (La forge de Vulcain), olio su tela, museo Wiertz, Ixelles
- Heureux temps, olio su tela, museo Wiertz, Ixelles
- L'orgueil, olio su tela, museo Wiertz, Ixelles
- Les botteresses, olio su tela, museo Wiertz, Ixelles
- Plus philosophique qu'on ne pense, olio su tela, museo Wiertz, Ixelles
- L'imboscata (L'embuscade), olio su tela, museo Wiertz, Ixelles
- Étienne Nicolas Méhul, olio su tela, Givet
- Lotta omerica (La lutte homérique), olio su tela, museo Wiertz, Ixelles
- L'insaziabilità umana (Insatiabilité humaine), olio su tela, museo Wiertz, Ixelles
- I partiti politici giudicati da Cristo (Les partis jugés par le Christ), olio su tela, museo Wiertz, Ixelles
- Les partis selon le Christ, olio su tela, museo Wiertz, Ixelles
- Lonchamps a la Villa Borghese, olio su tela, museo Wiertz, Ixelles
- Un grande della terra o Polifemo che mangia i compagni di Ulisse (Un grand de la terre), olio su tela, museo Wiertz, Ixelles
- Rosine à sa toilette, olio su tela, 156 × 98 cm, museo di belle arti di Liegi
- L'Arrestation de Charlotte de Corday d'Armont, 102 × 84 cm, collezione privata
- La fuga in Egitto, chiesa di San Giuseppe, Square Frère Orban, Bruxelles

## Galleria d'immagini

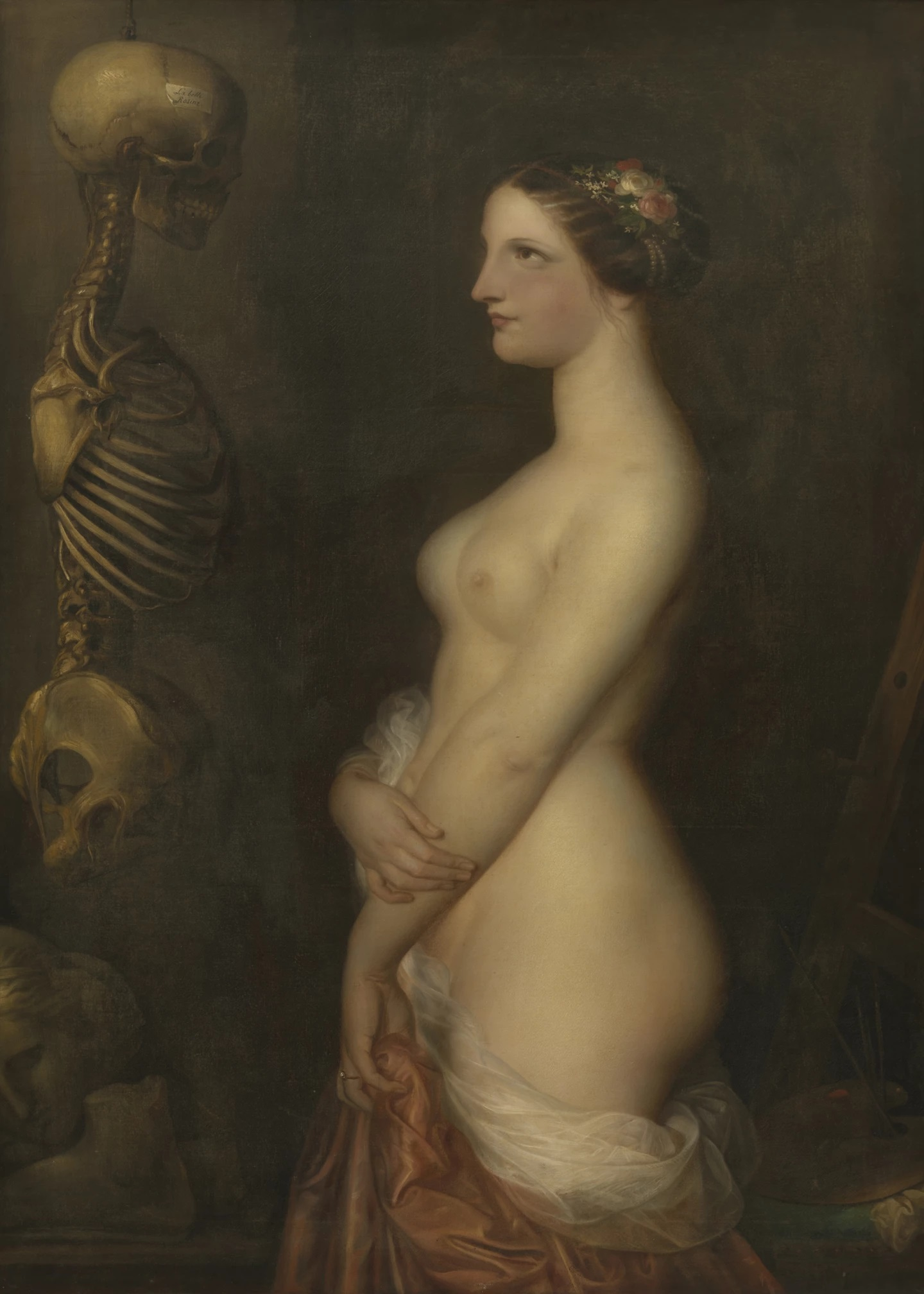
Due giovani o La bella Rosina, 1847
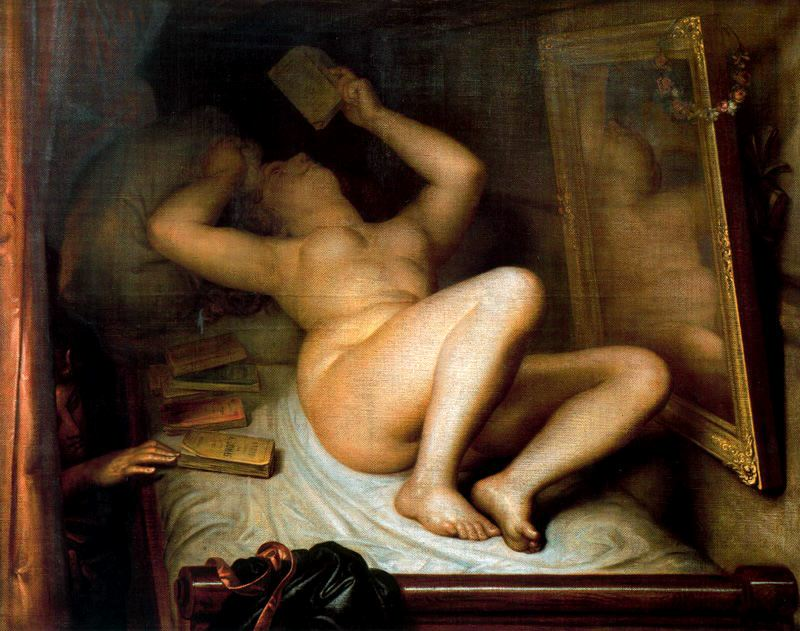
La lettrice di romanzi, 1853
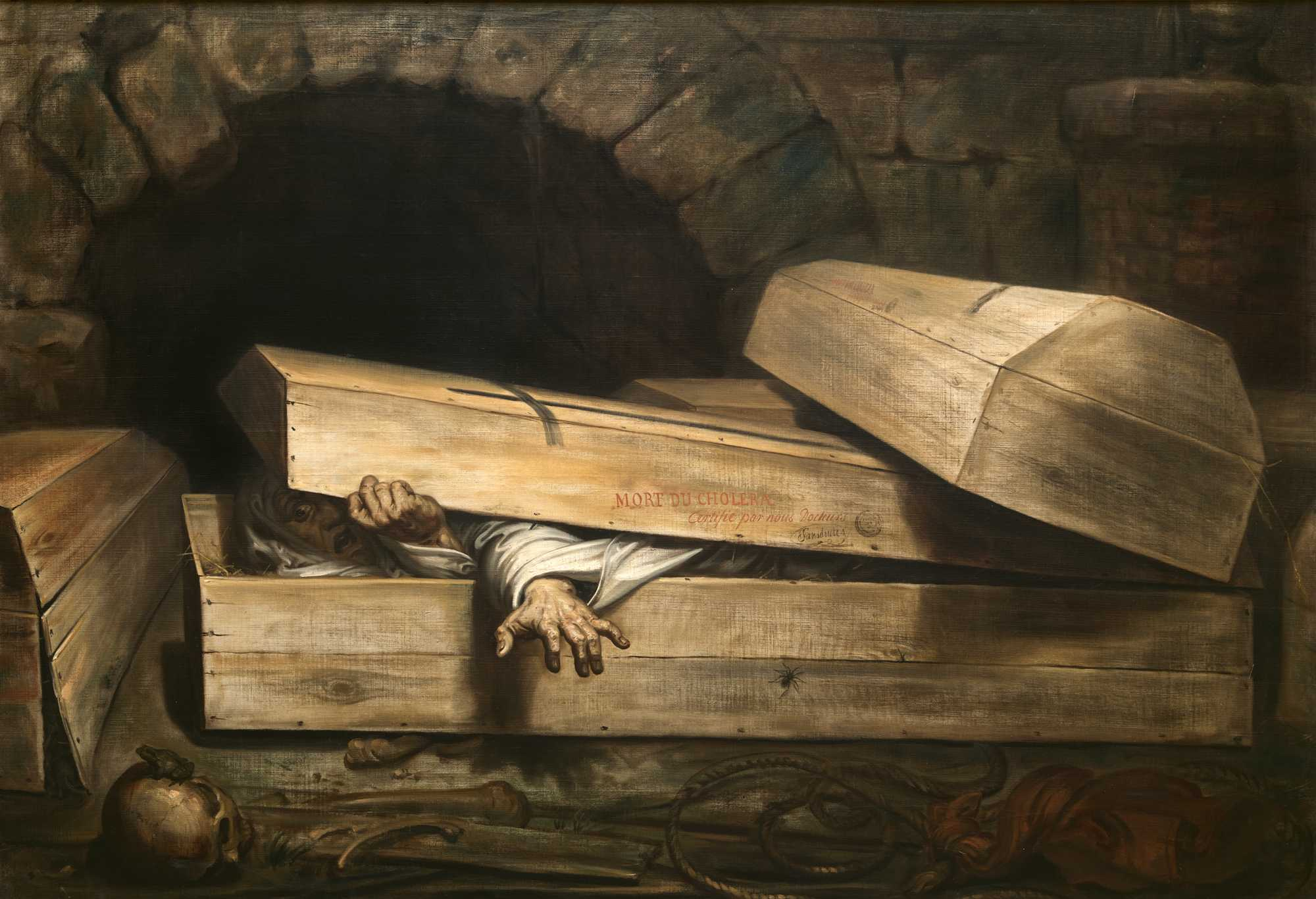
Il sepolto vivo, 1854